# Sant Marc (Calldetenes)
Sant Marc és una muntanya de 579 metres que es troba al municipi de Calldetenes, a la comarca d'Osona.
Al cim s'hi pot trobar un vèrtex geodèsic (referència 292101001).